# Gubistsqali
Gubistsqali (georgiska: გუბისწყალი) är ett vattendrag i Georgien. Det ligger i den västra delen av landet, 210 km väster om huvudstaden Tbilisi.